# Leptidea reali
Leptidea reali là một loài bướm ngày thuộc họ Pieridae.